# 歐文鎮區 (明尼蘇達州坎迪約希縣)
歐文鎮區（英語：Irving Township）是位於美國明尼蘇達州坎迪約希縣的一個行政鎮區。

## 歷史
歐文鎮區於1868年設立，得名自著名作家、短篇小說家、律師華盛頓·歐文（Washington Irving）。

## 地方資料
歐文鎮區的面積為93.66平方千米，當中陸地面積為85.41平方千米，而水域面積為8.25平方千米。根據2020年美國人口普查的數據，當地共有人口554人，而人口密度為每平方千米5.92人。